# Girolamo Belloni
 (juillet 2024).
Girolamo Belloni (né à Codogno le 1er avril 1688 et mort à Rome le  5 juillet 1760), est un banquier et économiste italien du XVIIe siècle.

## Biographie
Girolamo Belloni est né  le 1er avril 1688 à Codogno, petite ville de la province de Lodi en Lombardie dans une riche famille de commerçants et de banquiers. La famille Belloni a acquis prestige et richesse dans diverses régions d'Italie et d'Espagne grâce à l'agriculture et au commerce. Belloni a vécu quelque temps à Bologne où il a acquis de l'expérience et des compétences en affaires.
Girolamo Belloni acquit un crédit dans le commerce, ce que d'autres banquiers ont fait comme lui ; mais ce qui est plus rare parmi eux, il voulut rendre utiles au public les réflexions que lui avait fournies la longue pratique de son état, et en former une théorie, qu'il publia dans une dissertation sur le commerce. La première édition du texte italien parut à Rome, avec une traduction latine, par Nicola Rubbi, 1750, in-fol. Elle était dédiée au pape Benoît XIV, qui fut si satisfait de cet ouvrage, qu'il décora l'auteur du titre de marquis. On en fit, dès l'année suivante, une seconde edition, avec des notes de Giovanni Battista Zanobetti, et une dissertation preliminaire, où le même auteur traite de l'origine, du progrès et de l'état du commerce en Europe, Livourne, 1751, in-8°. Après une troisième édition, donnée à Bologne en 1752, in-4°, et une quatrième à la Haye, en 1756, il en parut une dernière à Rome : Coll'aggiunta d'una lettera del marchese Belloni in risposta ad un quesito propostogli sopra la natura della moneta imaginaria, 1757, in-8°. Cette dissertation a été traduite en français, sur la première édition, par François Morénas, historiographe d'Avignon, avec une préface du traducteur et de savantes notes, sous le titre de Dissertation sur le commerce, 1756, in-12. Thomas Rousseau a publié à Paris, en 1787, in-8°, une traduction plus fidèle et mieux écrite de la Dissertation de Belloni. Gottlieb Schumann l'a traduite en allemand, avec une longue préface et d'amples notes. Une édition anglaise fut publiée à Londres en 1752. Belloni mourut à Rome en 1761,.